# Matti Sundberg
Matti Sundberg, född den 8 juli 1942 i Jakobstad, är en finländsk företagsledare och långsiktig opinionsbildare över det finländska näringslivet. Han har varit aktiv i näringslivet i såväl sitt hemland Finland som i Sverige. Eter skolgång i Karleby och Uleåborg utbildade sig Sundberg till ekonom vid Åbo Akademi. Sundberg har fungerat som VD för bland annat Metso, Ovako Steel och Valmet. Han har även innehaft olika förtroendeuppdrag. Åren 2009-2013 var han ordförande för Finlands skidförbund. Han förlänades bergsråds titel av republiken Finlands president år 1995. 2020 publicerade han sin självbiografi, med egna ögon, om hans karriär och erfarenheter.